# Diplacodes bipunctata
Diplacodes bipunctata är en trollsländeart som först beskrevs av Brauer 1865.  Diplacodes bipunctata ingår i släktet Diplacodes och familjen segeltrollsländor. Inga underarter finns listade i Catalogue of Life.

## Bildgalleri

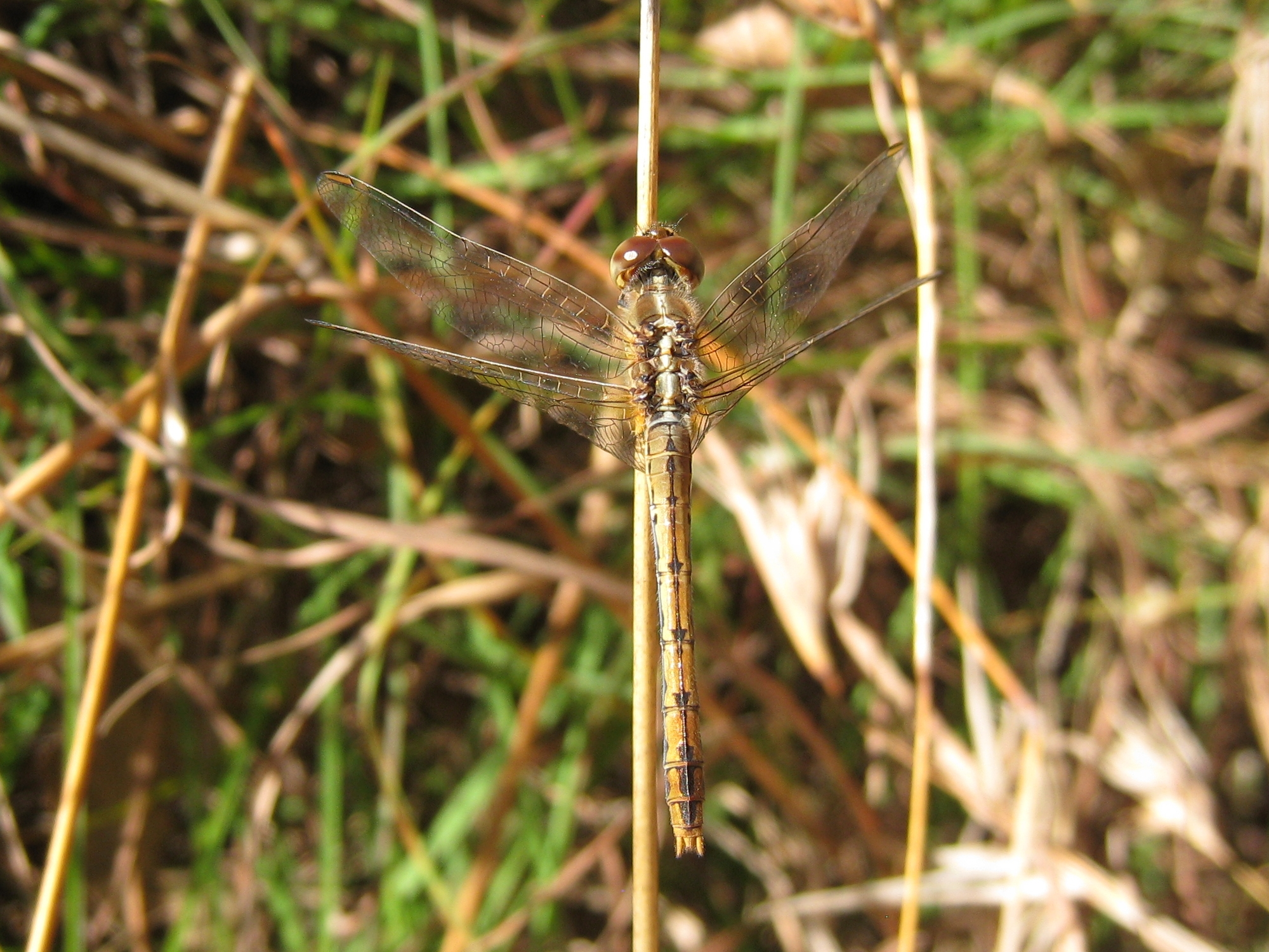
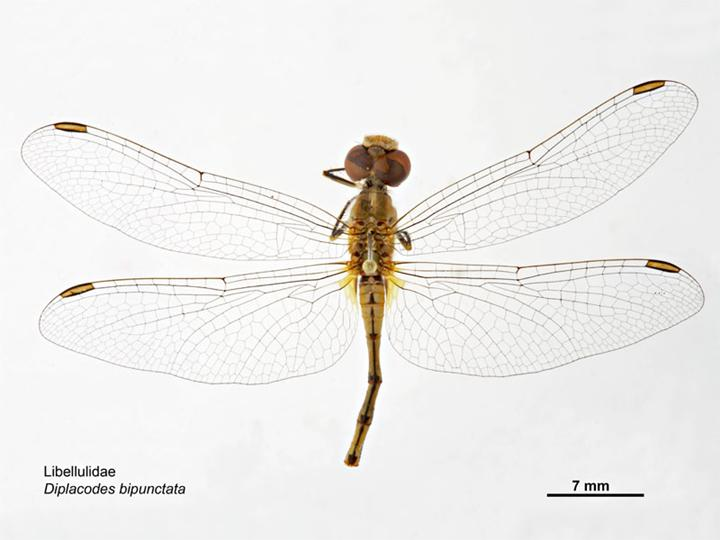
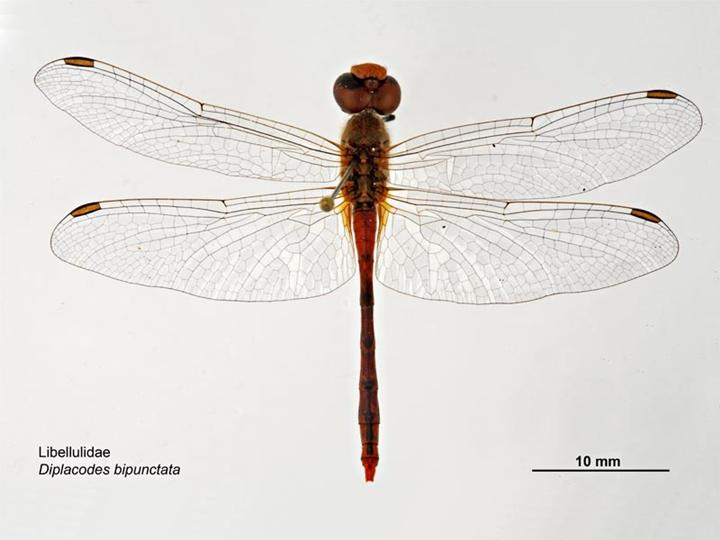
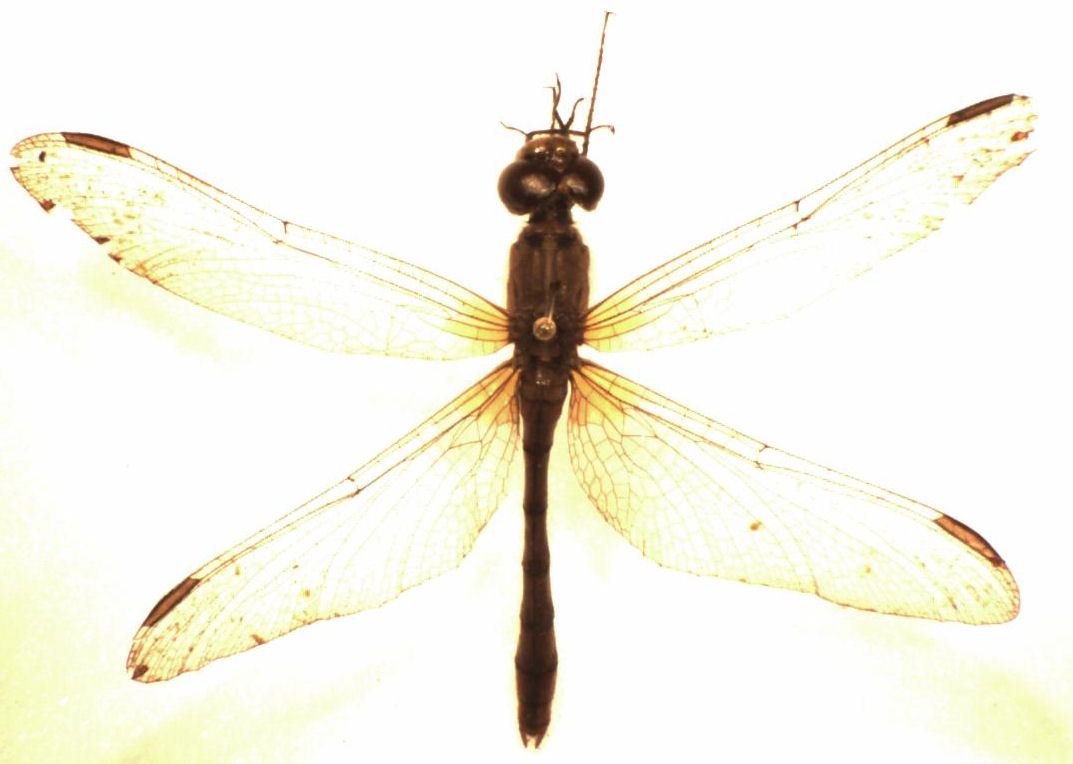
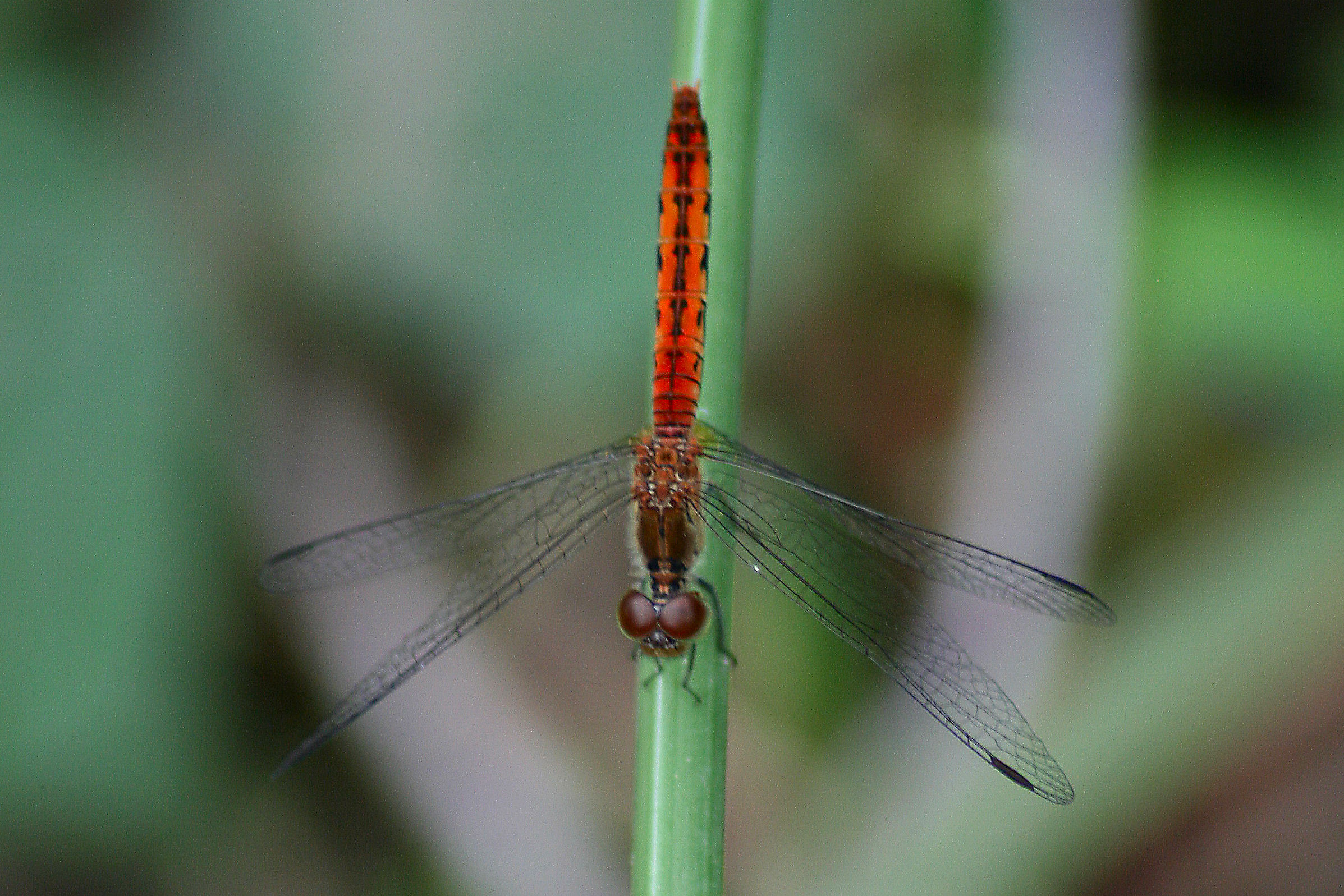